# Рождаце
Рождаце је насеље у Пољаници, град Врање у Пчињском округу. Припада Месној заједници Власе, а од овог села удаљено је око 2 км. Према попису из 2022. било је 24 становника (према попису из 1991. било је 56 становника).

## Историја и опис села
Рождаце је размештено у изворишном делу Рождачке реке, око њене приточице Мала река и долине Рачевац, на местима званим Спанички камен, Равне баре, Балиново кућиште, Катерски рид и протеже се све до Орлове чуке (1274 м) и Здравчег камена. У село се стиже из Власа солидним путем уз Рождачку реку. Из других, околних, села приступ је знатно тежи због висова који доминирају околином села.
Најпознатији извори воде су Лепа вода, Зелениче, Врчва, Чорин кладанац, Лазаров кладанац, Пашиница и Благуне.
На истоку је село Станце, на северу Власе и Драгобужде, на западу део Трстене , висови Црни камен и Орлова чука а на југу део Станца и Добрејанца.
Село је разбијеног типа, од махала могу се издвојити Чорбаџици, Савинци и Рачевац. До 1878. године ово је село са оближњим Станцем чинило једно село: Станце је било Доња, а Рождаце Горња махала.
Рождаце спада у најновија села Пољанице. Према запису Р. Т. Николића, заселио га је Груја Дурук, који се доселио из Масурице. Био је хајдук. Доселио се прво у Градњу, где се и оженио. Рождаце је онда имало господара Турчина, од кога је Груја Дурук купио цело село (земљу) за 60 гроша и тамо се преселио, негде око 1780. године. Од њега воде порекло сви становници села Рождаца, по чему је и добило име (рождаци = рођаци). Само је неколико њих приведено, посињено и призећено. У почетку су живели у великој задрузи која је била позната у целој Пољаници, а звали су се Дуруци. Од њих су настале породице Стошићи, Цветковићи, Ивановићи, Стаменковићи и Јовићи. Приведени су у селу: Јова Павловић из Големог Села, Димитрије Мијајловић из Власа, Димитрије Спасић из Крушеве Главе и Милан Аврамовић из Стрешка.
Становништво се бавило пољопривредом, посебно сточарством и ратарством, у мањој мери воћарством. У вишим пределима села има доста храстове а нарочито букове шуме, па је сеча, прерада и продаја огрева и дрвене грађе добар извор прихода становништва. Рождачка планина (обронци Орлове чуке) позната је широм Пољанице као извор квалитетне букове грађе која се одвози у стругаре околних градова. На висоравнима ове планине има станишта дивљих свиња и срна, што често привлачи ловце из Врања и Пољанице.
Сеоска слава (крсте, литије) је у Белу недељу или Тројице.

## Демографија
У насељу Рождаце живи 41 пунолетни становник, а просечна старост становништва износи 49,7 година (46,2 код мушкараца и 54,1 код жена). У насељу има 18 домаћинстава, а просечан број чланова по домаћинству је 2,61.
Ово насеље је у потпуности насељено Србима (према попису из 2002. године).
|  |

| Демографија | Демографија | Демографија |
| Година      | Становника  | Становника  |
| ----------- | ----------- | ----------- |
| 1948.       | 250         |             |
| 1953.       | 242         |             |
| 1961.       | 212         |             |
| 1971.       | 141         |             |
| 1981.       | 101         |             |
| 1991.       | 56          | 56          |
| 2002.       | 47          | 47          |
| 2011.       | 36          |             |

| Етнички састав према попису из 2002.‍ | Етнички састав према попису из 2002.‍ | Етнички састав према попису из 2002.‍ | Етнички састав према попису из 2002.‍ | Етнички састав према попису из 2002.‍ |
| ------------------------------------ | ------------------------------------ | ------------------------------------ | ------------------------------------ | ------------------------------------ |
|                                      |                                      |                                      |                                      |                                      |
| Срби                                 | Срби                                 |                                      | 47                                   | 100,0%                               |
| непознато                            | непознато                            |                                      | 0                                    | 0,0%                                 |

| Година пописа     | 1948. | 1953. | 1961. | 1971. | 1981. | 1991. | 2002. |
| ----------------- | ----- | ----- | ----- | ----- | ----- | ----- | ----- |
| Број домаћинстава | 37    | 40    | 45    | 31    | 27    | 22    | 18    |

| Број чланова      | 1 | 2 | 3 | 4 | 5 | 6 | 7 | 8 | 9 | 10 и више | Просек |
| ----------------- | - | - | - | - | - | - | - | - | - | --------- | ------ |
| Број домаћинстава | 5 | 5 | 3 | 3 | 1 | 1 | 0 | 0 | 0 | 0         | 2,61   |

| Пол    | Укупно | Неожењен/Неудата | Ожењен/Удата | Удовац/Удовица | Разведен/Разведена | Непознато |
| ------ | ------ | ---------------- | ------------ | -------------- | ------------------ | --------- |
| Мушки  | 23     | 6                | 13           | 3              | 1                  | 0         |
| Женски | 19     | 0                | 13           | 5              | 1                  | 0         |
| УКУПНО | 42     | 6                | 26           | 8              | 2                  | 0         |

| Пол    | Укупно                    | Пољопривреда, лов и шумарство | Рибарство                            | Вађење руде и камена | Прерађивачка индустрија       |
| ------ | ------------------------- | ----------------------------- | ------------------------------------ | -------------------- | ----------------------------- |
| Мушки  | 14                        | 9                             | 0                                    | 0                    | 5                             |
| Женски | 13                        | 11                            | 0                                    | 0                    | 2                             |
| УКУПНО | 27                        | 20                            | 0                                    | 0                    | 7                             |
| Пол    | Производња и снабдевање   | Грађевинарство                | Трговина                             | Хотели и ресторани   | Саобраћај, складиштење и везе |
| Мушки  | 0                         | 0                             | 0                                    | 0                    | 0                             |
| Женски | 0                         | 0                             | 0                                    | 0                    | 0                             |
| УКУПНО | 0                         | 0                             | 0                                    | 0                    | 0                             |
| Пол    | Финансијско посредовање   | Некретнине                    | Државна управа и одбрана             | Образовање           | Здравствени и социјални рад   |
| Мушки  | 0                         | 0                             | 0                                    | 0                    | 0                             |
| Женски | 0                         | 0                             | 0                                    | 0                    | 0                             |
| УКУПНО | 0                         | 0                             | 0                                    | 0                    | 0                             |
| Пол    | Остале услужне активности | Приватна домаћинства          | Екстериторијалне организације и тела | Непознато            | Непознато                     |
| Мушки  | 0                         | 0                             | 0                                    | 0                    | 0                             |
| Женски | 0                         | 0                             | 0                                    | 0                    | 0                             |
| УКУПНО | 0                         | 0                             | 0                                    | 0                    | 0                             |

## Галерија слика
- Чорбаџици
- Савинци
- Рачевац